# Exosphaeroides quadricosta
Exosphaeroides quadricosta är en kräftdjursart som beskrevs av Brian Frederick Kensley 2003. Exosphaeroides quadricosta ingår i släktet Exosphaeroides och familjen klotkräftor. Inga underarter finns listade i Catalogue of Life.